# Pechin
Los pechin (親雲上 Pēchin?) son el equivalente de los samurái japoneses en Okinawa y Ryūkyū. En el Reino Ryūkyū (Okinawa), los guerreros de la clase pechin se llamaban a sí mismos samurái, por lo que se emplean indistintamente los términos "pechin", "samurái de Ryūkyū" y "samurái de Okinawa".

## Sistema de castas en Okinawa
Los pechin formaban parte de un complejo sistema de castas que se mantuvo durante siglos en Okinawa. Constituían la clase guerrera encargada de hacer cumplir la ley y proporcionar defensa militar a la nación, el reino de Okinawa o el de Ryūkyū. El color del sombrero denotaba el rango específico de un samurái de Okinawa.
Sistema de castas de Okinawa:
- Realeza - Familia Shō

- Oji (王子 Ōji?): Príncipe
- Aji o Anji (按司 Aji?): descendiente del príncipe, rama cadete de la Casa Real

- Shizoku - clases privilegiadas

- Uekata u Oyakata  (親方 Uēkata?): Señor
- Pechin (親雲上 Pēchin?)

- Pekumi (親雲上 Pēkumī?): pechin superior
- Satunushi Pechin (里之子親雲上 Satunushi Pēchin?): pechin medio
- Chikudun Pechin (筑登之親雲上 Chikudun Pēchin?): pechin inferior
- Satunushi (里之子 Satunushi?): paje superior
- Chikudun (筑登之 Chikudun?): paje inferior

- Heimin - gente común

La clase Pechin también fue la responsable de desarrollar la técnica tradicional de combate, denominada Ti ,Tuidi, (Te) conocido como: "la mano de Ryukyu" para desarrollarse en el Shuri Te, arte del que se deriva el arte marcial del kárate. Los pechin liderados por el legendario Sokon Matsumura mantuvieron en secreto estas técnicas y sólo transmitieron los movimientos más letales a un solo miembro de sus familias por generación, normalmente al primogénito. Esta clase guerrera formó parte del sistema de castas de Okinawa, y, al ser considerada parte de la clase alta, los pechin solían viajar acompañados por un sirviente.

## Historia

### Prohibición del uso de armas
Dadas las sucesivas prohibiciones de armas, para los samurái de Ryūkyū las técnicas de autodefensa chinas sin armas llegaron a cobrar una gran importancia. La primera vez que las armas de los samurái de Okinawa fueron confiscadas fue durante el reinado del rey Shoshin (1477-1526), que unificó Okinawa para formar un Reino Ryūkyū. La segunda vez que los samurái de Ryūkyū fueron desarmados fue tras la invasión por parte del Daimyo Satsuma en 1609, que les prohibió llevar armas.
Sin embargo, los samurái de Ryūkyū no estaban completamente desarmados. Se han recuperado documentos que muestran que los Satsuma prohibieron la posesión y venta de armas de fuego en Okinawa. Sin embargo, los samurái de Okinawa de la clase Pechin o superior estaban autorizados para conservar sus armas tradicionales y de fuego que ya formaban parte de las posesiones familiares.
Toshihiro Oshiro, historiador de las artes marciales de Okinawa, expone:

"Está documentado que en 1613, el clan samurai Satsuma expidió permisos para que los nobles de Okinawa pudieran viajar llevando sus espadas personales (tachi y wakizashi) a los herreros y pulidores de Kagushima (Japón) para tareas de mantenimiento y reparación. A partir de la expedición de dichos permisos, es lógico inferir que los samurái de Okinawa tenían restricciones a la hora de llevar armas en público, pero también está claro que estas armas no estaban siendo confiscadas por los Satsuma."

### Los Pechin en el mundo moderno
Sin lugar a dudas, los samurái de Ryūkyū de la clase Pechin fueron los más duramente golpeados por los tiempos cambiantes, ya que eran la única clase que no tendría un lugar fijo en el mundo moderno. En 1872 el gobierno Meiji abolió el Reino Ryūkyū y creó el Han (clan feudal) de Ryūkyū, que a su vez fue abolido en 1879 para formar la actual Prefectura de Okinawa.
Proclamación pública del Secretario en Jefe Matsuda del Han de Ryūkyū:

Como el Decreto Imperial emitido en el octavo año de la era Meiji (1875) no fue acatado, el Gobierno fue forzado a abolir el clan feudal. El antiguo señor feudal y sus familiares serán otorgados un trato principesco, y las personas de los ciudadanos, entre ellos los samurái (samurái de Okinawa), sus estipendios hereditarios, propiedades e intereses comerciales serán atendidos de una forma tan cercana como sea posible a las costumbres tradicionales. Cualquier acto de mala administración y cobro de impuestos y cuotas exorbitantes durante el régimen del gobierno anterior será probablemente reparado tras una cuidadosa consideración. No dejen que los rumores les induzcan a error. Se aconseja a todos proseguir sus respectivos oficios sin preocupaciones.

Los señores herederos del reino de Ryūkyū se oponían con fuerza a la anexión japonesa, pero el rey de Ryūkyū prohibió a los samurái de Ryūkyū y a los aristócratas luchar contra la anexión. Ryūkyū se sometió a Japón y 300 señores, 2000 familias aristocráticas y el rey perdieron sus cargos de poder. Sin embargo, con el fin de evitar una revuelta de samurái armados en Okinawa como había ocurrido en Japón, se realizaron ceremonias especiales para que los samurái de Ryūkyū de la clase Pechin aceptasen la derrota con honor y se cortaran el pelo de forma ritual.
En Okinawa, la clase guerrera (samurái) perdió una importante fuente de ingresos en 1903, año en que las generalizadas protestas campesinas encendieron la mecha de la abolición de los impuestos a los campesinos que sostenían a los samurái. Muchos samurái de Okinawa se vieron obligados a revelar sus técnicas de lucha sin armas a cambio de dinero y para conservar parte de su status anterior.
El término pechín y la nobleza del reino de ryukyu fueron finalmente abolidas, tras la adopción de la isla como la prefectura japonesa de Okinawa en el siglo XX.

## Enlaces relacionados
- Reino Ryūkyū
- Prefectura de Okinawa
- Shuri Te arte marcial clásico de combate a manos vacías desarrollado por los Pechin de Okinawa.
- karate arte marcial moderno basado en el Shuri Te, de múltiples estilos.
- kobudo arte marcial de combate con armas tradicionales desarrollado por los Pechin y varias comunidades en Okinawa.
- Gushiken Título y apellido noble de Okinawa